# Seeland (Sachsen-Anhalt)
Seeland ist eine Stadt im Salzlandkreis in Sachsen-Anhalt.

## Geographie
Die Stadt Seeland liegt im äußersten Westen des Salzlandkreises. Die Stadt wird von der Selke durchflossen, die weiter flussabwärts in die Bode mündet.
Als Ortsteile gehören Friedrichsaue, Frose, Gatersleben, Stadt Hoym/Anhalt, Nachterstedt und Schadeleben zur Gemeinde.
Am 1. Juli 2014 ist das neue Kommunalverfassungsgesetz des Landes Sachsen-Anhalt in Kraft getreten. In dessen § 14 (2) wird den Gemeinden die Möglichkeit gegeben, den Ortsteilen, die vor der Eingemeindung Städte waren, diese Bezeichnung zuzuerkennen. Die Stadt Seeland hat von dieser Regelung Gebrauch gemacht. Ihre neue Hauptsatzung ist mit Wirkung vom 8. September 2015 in Kraft getreten. Im § 1 (2) werden die Ortsteile mit ihren amtlichen Namen aufgeführt.

## Geschichte

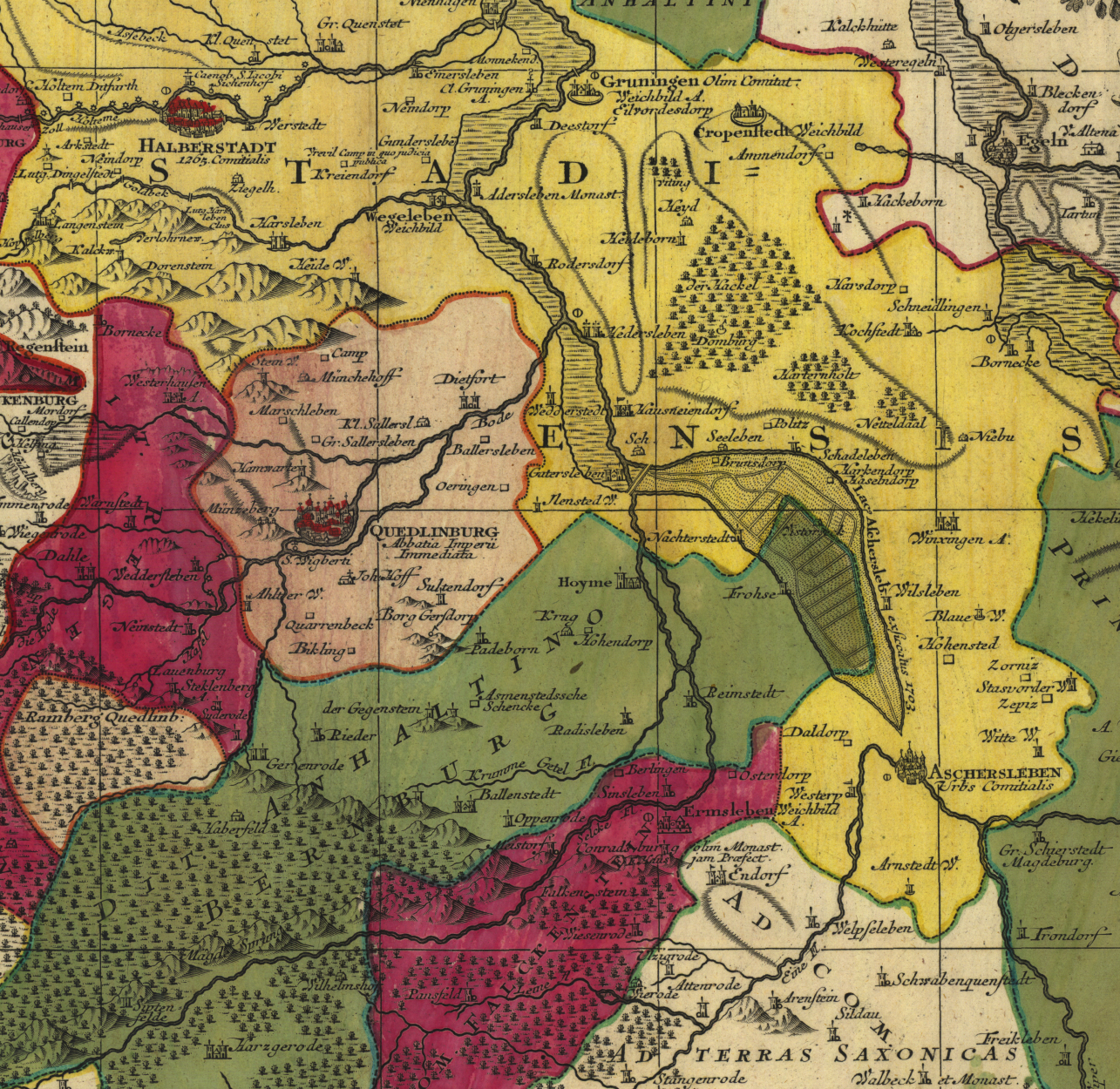
Matthäus Seutter: Historische Karte von 1734 mit den Ortsteilen von Seeland

Teile des heutigen Stadtgebiets von Seeland waren bis zur Trockenlegung ab 1703 durch den König von Preußen Bestandteil des großen historischen Ascherslebener Sees. Mit der Urbarmachung als Agrarland entstand beispielsweise erst der Ortsteil Friedrichsaue. Im frühen 19. Jahrhundert war die Entdeckung von Braunkohle der Grund für erneute Veränderungen durch den Abbau im Tagebau. Mit Einstellung des Braunkohlentagebaus wird das Landschaftsbild der Stadt Seeland im Zuge der Rekultivierung erneut überarbeitet.
Der Zusammenschluss der Stadt Hoym und der Gemeinden Friedrichsaue, Frose, Nachterstedt und Schadeleben zum 15. Juli 2009 erfolgte vor dem Hintergrund der Gemeindegebietsreform in Sachsen-Anhalt und der damit verbundenen Auflösung der Verwaltungsgemeinschaft Seeland zugunsten einer Einheitsgemeinde. Die ebenfalls der Verwaltungsgemeinschaft angehörende Gemeinde Gatersleben wurde bis zum 1. September 2010 von der Stadt Seeland mitverwaltet, dann eingemeindet.
Im Gebiet der Ortsteile Nachterstedt und Schadeleben liegt der Concordiasee. Am frühen Morgen des 18. Juli 2009 kam es im Ortsbereich Nachterstedt zum Abbruch eines etwa 350 Meter breiten Landstreifens in den südlichen Ausläufer des entstehenden Gewässers. Dabei wurden ein zweistöckiges Einfamilienhaus, ein Teil eines Mehrfamilienhauses sowie ein Straßenabschnitt und eine Aussichtsplattform mitgerissen.

## Politik

### Stadtrat
Bei der Kommunalwahl am 25. Mai 2014 wurden 20 Stadträte gewählt. Die Wahl führte zu folgendem Ergebnis:
| Partei / Liste | Stimmenanteil | Sitze |
| -------------- | ------------- | ----- |
| CDU            | 34,0 %0       | 7     |
| Linke          | 9,6 %         | 2     |
| SPD            | 5,3 %         | 1     |
| Wählergruppen  | 48,3 %0       | 100   |
| andere         | 2,7 %         | –     |
| Gesamt         | 100 %         | 20    |

### Wappen
| | Blasonierung: „Geteilt; oben in Silber ein wachsender schwarzer rotbewehrter Bär, in den oberen Schildecken rechts drei und links drei blaue fünfstrahlige Sterne, unten in Blau ein silberner Fisch.“ |
| Wappenbegründung: Die Farben sind Schwarz - Weiß (Silber). Mit der späteren Eingliederung von Gatersleben am 1. September 2010 wurde eine Wappenanpassung notwendig. Die nun sechs Sterne sollen in Form einer Zahlensymbolik die fusionierten Gemeinden Friedrichsaue, Frose, Hoym, Nachterstedt, Schadeleben und die nun dazukommene Gemeinde Gatersleben darstellen. Die bisherige Wappensymbolik blieb unberührt. Das Wappen wurde von der Heraldikerin Erika Fiedler aus Magdeburg gestaltet und am 18. Februar 2015 durch den Salzlandkreis genehmigt. | |

Historisches Wappen
| | Blasonierung: „Geteilt; oben in Silber ein wachsender schwarzer rotbewehrter Bär, in den oberen Schildecken rechts drei und links zwei blaue fünfstrahlige Sterne, unten in Blau ein silberner Fisch.“ |
| Wappenbegründung: Das Wappen bezieht sich größtenteils auf das Hoheitszeichen der früheren Verwaltungsgemeinschaft Seeland. Es wurden lediglich zwei Sterne entfernt, da die Mitgliedsgemeinde Gatersleben erst später in die neue fusionierte Stadt eingemeindet wurde und die Gemeinde Neu Königsaue in die Stadt Aschersleben eingegliedert wurde. Der Bär im Wappen soll auf die historische Zugehörigkeit zu Anhalt verweisen und an das Wappen der Stadt Hoym anknüpfen. Die fünf Sterne sollen in Form einer Zahlensymbolik die fusionierten Gemeinden Friedrichsaue, Frose, Hoym, Nachterstedt und Schadeleben darstellen. Der Fisch als Symbol steht für den wieder entstehenden See und die Verbesserung der Umwelt. Er greift sowohl das Nachterstedter als auch das Wappen von Frose auf. Das Wappen wurde von der Heraldikerin Erika Fiedler aus Magdeburg gestaltet und am 8. September 2009 durch den Salzlandkreis genehmigt. | |

### Flagge
Die Flagge ist schwarz - weiß (1:1) gestreift und mittig mit dem Wappen der Stadt Seeland belegt. Bei der Längsform der Flagge (Hissflagge) verlaufen die Streifen senkrecht, bei der Querform der Flagge (Querflagge) verlaufen die Streifen waagerecht.

### Städtepartnerschaften
Die Stadt Seeland unterhält partnerschaftliche Beziehungen zur Verbandsgemeinde Diez in Rheinland-Pfalz. Daneben haben aber einige Ortsteile weitere eigene Partnerschaftsbeziehungen: Hoym zu Hatten in Niedersachsen, Nachterstedt zu Boffzen in Niedersachsen, Frose zu Holzappel in Rheinland-Pfalz und Gatersleben zu Delligsen in Niedersachsen.

## Verkehr

### Straße
Die Bundesstraße 6 (Bernburg–Aschersleben) führte früher durch das Stadtgebiet. Sie ist jetzt eine vierspurige „Gelbe Autobahn“, die Seeland zwischen den Ortsteilen Hoym und Nachterstedt quert. Ein Stich der Straße der Romanik führt von Falkenstein/Harz nach Frose.

### Eisenbahn
Seeland hat drei Bahnhöfe. Die Bahnhöfe von Nachterstedt-Hoym, Gatersleben und Frose liegen an der Bahnstrecke Halle–Halberstadt. Von dieser zweigte bei Frose bis 2003 die Bahnstrecke über Ballenstedt nach Quedlinburg (Bahnstrecke Frose–Quedlinburg) ab.

## Kultur und Sehenswürdigkeiten
Die Kulturdenkmale der Gemeinde sind in der Liste der Kulturdenkmale in Seeland (Sachsen-Anhalt) eingetragen, die Bodendenkmale in der Liste der Bodendenkmale in Seeland (Sachsen-Anhalt).

### Regelmäßige Veranstaltungen
- Seelandfest am Concordiasee Mitte August

### Sehenswürdigkeiten
- Concordiasee

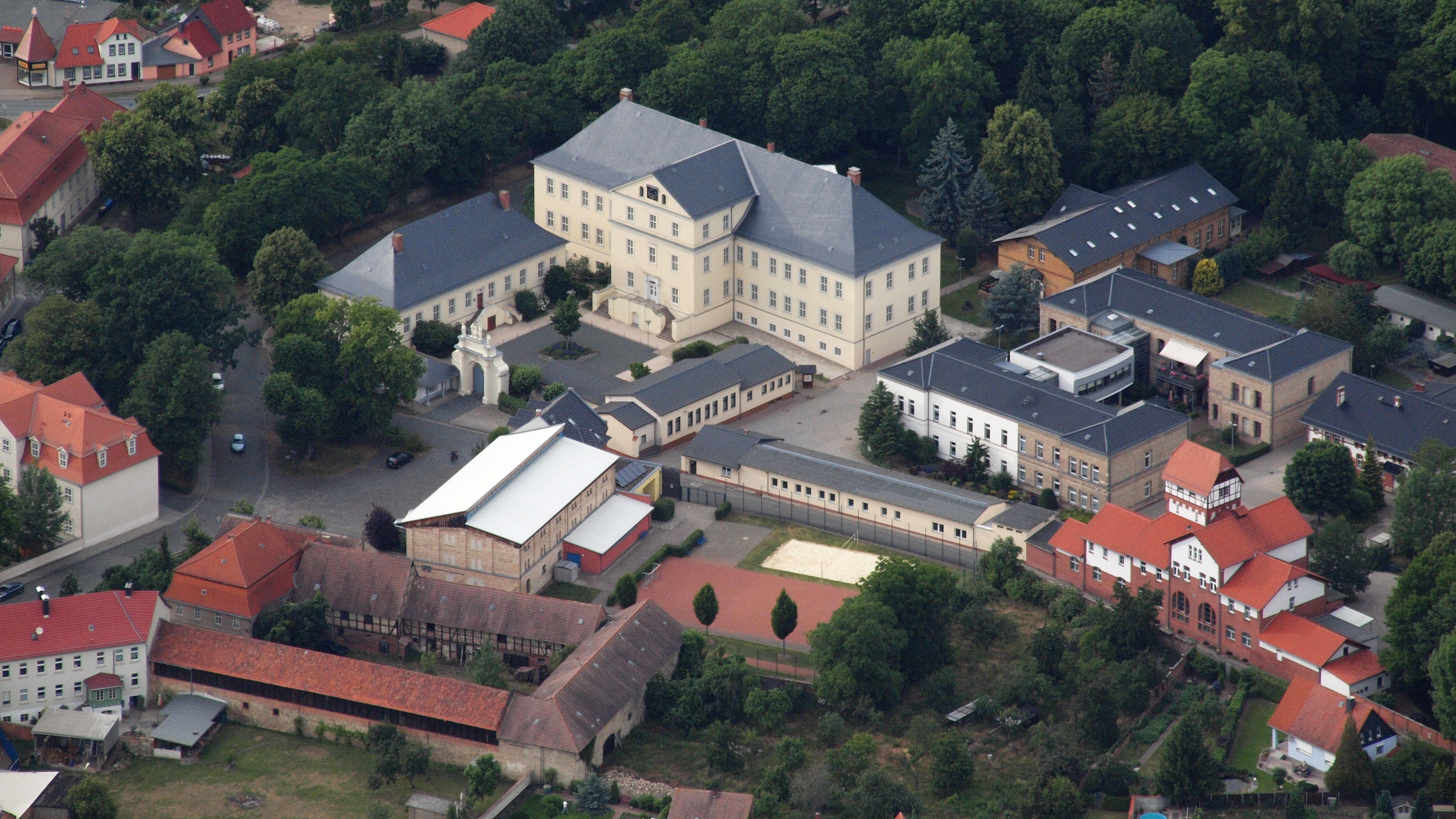
Schloss Hoym

- Evangelische Kirche Nachterstedt, erbaut 1957
- Dorfkirche Friedrichsaue
- Schloss Hoym

### Geschichtsdenkmale
- Kiesberg in Nachterstedt (Ruhestätte für Kriegsopfer der ehemaligen UdSSR)
- Gedenkstein von 1946/47 auf dem Froser Platz unter der Linde (zur DDR-Zeit Louis-Riekehr-Platz) zur Erinnerung an den kommunistischen Nazigegner Louis Riekehr, der im Oktober 1933 in der Polizeistation Ballenstedt ermordet wurde
- Sowjetischer Ehrenhain mit Mahnmal des Bildhauers Rudolf Herbst zur Erinnerung an sowjetische Kriegsgefangene, die Opfer von Zwangsarbeit wurden
- Gedenkstein von 1978 auf dem Stadtfriedhof für Personen mehrerer Länder, die während des Zweiten Weltkrieges nach Deutschland verschleppt wurden und der Zwangsarbeit zum Opfer fielen
- Sammelgrab und Gedenkstein auf dem Ortsfriedhof in Hoym für 18 KZ-Häftlinge, die im April 1945 bei einem Todesmarsch aus dem KZ Langenstein-Zwieberge, einem Außenlager des KZ Buchenwald, erschossen und begraben wurden, sowie ein ebenfalls umgekommener italienischer Militärinternierter als ein Opfer von Zwangsarbeit

## Söhne und Töchter der Gemeinde
- Johann Christoph Bendler (1789–1873), Ratsmaurermeister und Politiker, geboren in Hoym
- Robert Jelke (1882–1952), Theologe und Hochschullehrer, geboren in Frose
- Erich Klapproth (1894–1945), „Femeurteilsvollstrecker“ der „Schwarzen Reichswehr“, später NSDAP-Funktionär und Gutsbesitzer in Polen, geboren in Schadeleben
- Walter Halbritter (1927–2003), Staatssekretär und Leiter des Amtes für Preise der DDR im Ministerrang, geboren in Hoym
- Karl Wilhelm Fricke (* 1929), Publizist, Ehrendoktor der Freien Universität Berlin, geboren in Hoym
- Axel Schulze (1943–1994), Lyriker und Schriftsteller, geboren in Frose
- Günter Schneidewind (* 1953), Hörfunkmoderator (DT 64, Südwestrundfunk), geboren in Hoym